# Ted Buckner
Pour les articles homonymes, voir Buckner.
Guy Theodore Buckner (dit Ted Buckner), né le 14 décembre 1913 à Saint-Louis (Missouri) et mort le 12 avril 1976 à Détroit (Michigan), est un saxophoniste de jazz américain.

## Discographie
- Margie (avec Lunceford, 1939)